# غریب‌آباد (تمین)
غریب‌آباد (تمین)، روستایی از توابع بخش میرجاوه شهرستان زاهدان در استان سیستان و بلوچستان ایران است.

## جمعیت
این روستا در دهستان تمین قرار دارد و براساس سرشماری مرکز آمار ایران در سال ۱۳۸۵، جمعیت آن زیر سه خانوار بوده‌است.